# Carlos Marrodán Casas
Carlos Alex Marrodán Casas (Toulouse, 6 de febrero de 1948) es un poeta y traductor de español a polaco. También traduce del francés y del portugués.

## Biografía
Hijo de emigrantes españoles, a la edad de tres años se trasladó con su familia a Polonia. Se establecieron en Varsovia, en el distrito de Praga. En 1971 se graduó en polonística en la Universidad de Varsovia, y escribió su tesis de maestría bajo la supervisión del profesor Artur Sandauer.
Tras terminar los estudios, trabajó brevemente en la redacción de la revista Nowe Książki (Libros Nuevos); a continuación, en el Departamento de Iberística de la Universidad de Varsovia. Entre 1981 y 1996 fue secretario cultural de la embajada española, y en la segunda mitad de los años noventa fue editor en la editorial Muza.

## Obra
En 1968 debutó con el libro de poemas Miejsca Pamięci (Lugares de la memoria), que tuvo una circulación de 1100 ejemplares.
Cuando aún estudiaba, empezó a traducir las obras de autores latinoamericanos y se las leía a sus compañeros de clase. Animado por ellos, llevó una de sus traducciones a la editorial Państwowy Instytut Wydawniczy (Instituto Editorial Nacional). De esta manera, en 1973 debutó como traductor con la publicación del relato Los cachorros de Mario Vargas Llosa.
Ha traducido al polaco numerosas obras de autores españoles y latinoamericanos. Ha traducido las novelas del propio Marcos Vargas Llosa, Gabriel García Márquez, Carlos Ruiz Zafón, Javier Marías, Roberto Bolaño y Carmen Martín Gaite, así como los poemas de San Juan de la Cruz y canciones de Lluís Llach y Georges Brassens.

## Premios y reconocimientos
- Premio «Literatura en el Mundo» (Literatury na Świecie) por la traducción de Piedra de sol de Octavio Paz (1990)
- Premio de la Asociación de Escritores Polacos por la traducción de El amor en los tiempos del cólera de Gabriel García Márquez (1995)
- Premio del PEN Club Polaco de traducción de literatura extranjera a la lengua polaca (1996)[3][4]
- Premio Literario de la ZAiKS (Sociedad de Autores y Compositores) de traducción de literatura polaca a lengua extranjera y de literatura extranjera a la lengua polaca (1996)[5]
- Premio de Traducción Literaria del Instituto Cervantes de Varsovia por la traducción de Mañana en la batalla piensa en mí de Javier Marías (2004)[1][6][7]